# 申丹
申丹（1958年4月—），女，汉族，湖南长沙人，中国文学理论家、文体学家，北京大学教授，九三学社社员。曾任九三学社中央委员，北京大学人文学部副主任、欧美文学研究中心主任，第十一届全国人民代表大会广东地区代表。2016年起担任北京大学人文学部主任。

## 生平
毕业于英国爱丁堡大学英语专业。2008年当选为第十一届全国人大代表，担任全国人大华侨委员会委员。